# JR货物HD300型混合动力机车
HD300型混合动力机车是日本货物铁道自2010年开始制造，2012年正式投用的混合动力调车机车，由东芝公司生产。HD300型混合动力机车是JR货物为替换老旧的DE10型调机，于21世纪初开始研制的日本首款柴油-电力混合动力机车。2012年，试制车901号机获得了鐵道友之會的桂冠奖。
本车在JR货物铁道的正式名称为“HD300型混合动力机车”。试制车（901号机）在开发阶段的名称为“混合动力驱动的新型专用调车机车 HD300型（试验车）”，在JR货物铁道官方网站“支撑铁路货物运输的各种车辆的开发”页面中则称为“HD300型混合动力调车机车（试制车）”。

## 概要
在货物站内的调车作业中，JR货物主要使用了从日本國有鐵道（国铁）继承下来的DE10型柴油机车等多种车型，但这些车辆的使用年限已超过40年，现有车辆的老化问题十分严重。为了替换这些车辆，JR货物在开发时不再拘泥于传统方式，而是引入了新的系统以减少废气排放，最终采用了混合动力驱动方式。
以“环保清洁机车”为概念，与DE10型相比，JR货物在设计和开发时设定了以下目标：
- 有害废气排放减少30-40%以上
- 车外噪音水平降低10dB(A)以上
- 通过高效发动机运行和再生制动的应用，大幅减少CO2排放

2010年3月，首台试制车（901号机）完成，并进行了各种行驶试验。根据试验结果，自2012年2月起，量产车陆续投入使用。

## 结构
本机车是日本首台混合动力机车，它结合了以柴油引擎和发电机为动力源的柴电机车以及以蓄电瓶为动力源的电力机车的两种要素。具体来说，它是通过协调控制来自柴油发电机和蓄电瓶的电力来驱动电机的“串联式混合动力”系统，在该系统中，本机所搭载的柴油引擎并不直接用于提供驱动力，而仅用于驱动发电机发电。此外，为了大幅减少CO2排放量，该机车通过动力协调系统实现发动机的高效运行，并在再生制动时将电机产生的电力充入蓄电瓶。因此，其车辆型号的形式符号首字母既不是代表柴油机车的“D”，也不是代表蓄电瓶机车的“A”，而是首个表示混合动力（Hybrid）方式的“H”，并与表示动轴数为4的“D”组合成“HD”。
在使用901号机进行的行驶试验中，与DE10型相比，取得了以下结果：
- 在牵引行驶试验中，燃油消耗量减少了36%，NOx排放量减少了61%，噪音降低了22分贝。
- 在考虑停留时间的一天运营评估中，燃油消耗量减少了41%，NOx排放量减少了64%，取得了显著的减排效果。

### 车体
车体采用半中央驾驶室类型，从前端开始依次为主变流器模块、蓄电池模块、驾驶室模块、发电机模块。车体分为4个模块结构以简化维护。驾驶台与DE10型相同，横向布置于行进方向。前端的车钩周围涂有黄色和黑色的警示色，车体则采用了与EF510型相同的货运红色，并在车身上绘有“Hybrid”的标识，以强调其混合动力机车的身份。:2尽管整备重量为60吨，比DE10型的65吨有所减轻，但由于动轴数量减少了1轴，轴重达到了15吨，比DE10型重2吨。:1

### 电气设备

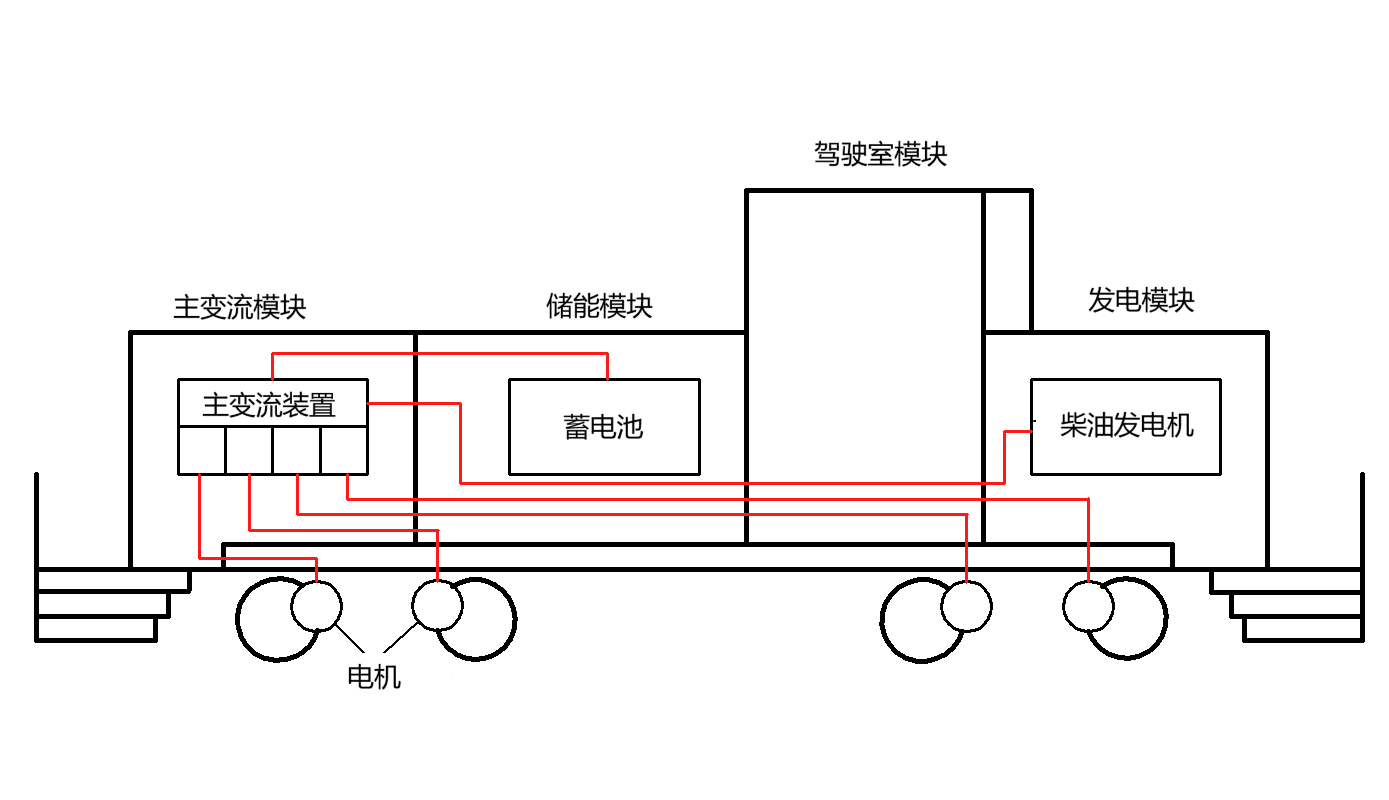
HD300型混合动力机车的发动机、发电机示意图和各设备的布局，以及连接各设备的线路。

发电模块中的柴油发电机配备了FDMF9Z型发动机，该发动机符合日本国土交通省制定的第三阶段排放法规，能够有效降低噪音和有害气体的排放。这款发动机采用的是康明斯制造、累计生产超过50万台的经典工业用水冷四冲程直列六缸发动机，额定输出功率为325马力（242kW），额定转速1,600rpm，最高转速1,800rpm，采用电子燃油控制系统。在实际使用中，其输出功率被调整为270马力（197千瓦）。与发动机相连的发电机是1小时额定输出功率为173千瓦/1600转/分钟的鼠笼式三相感应发电机，可输出三相交流电。柴油发电机的启动和停止由系统自动控制，在牵引模式下启动柴油发电机为主变流装置供电，而在制动模式下则停止柴油发电机的供电。
储能模块搭载了GS Yuasa公司制造的LIM30H-8A型锂离子电池（量产车）。电池组由26个模块串联组成，并以3组并联的方式连接。额定电压为750V，电力容量在40至70kWh之间。即使在电池老化的情况下，也能确保足够的输出功率以满足寒冷地区的启动需求。在制动过程中，通过再生制動将电机产生的电能充电到电池中存储；同时，在特定条件下，也可以通过主变流装置从柴油发电机获取电力进行充电。此外，电池由多个电池组构成，具备冗余设计，当某一电池组发生故障时，可以通过断开故障部分继续运行。
主变流模块中的主变流装置由一个基于IGBT的电压型PWM整流器和一个电压型PWM逆变器组成。在牵引模式下，柴油发电机和蓄电池提供的电力通过主变流装置进行VVVF逆变控制，驱动主电动机运转。即使主蓄电池出现故障，车辆仍可单独通过发电机供电以最大114KW的踏面功率行驶。
主电动机首次在机车上采用了全封闭自冷式结构的FMT101型永磁同步电动机。由于采用自然冷却方式，省去了冷却用风扇。虽然铁路车辆通常使用感应电动机作为VVVF逆变控制驱动的电机，但永磁同步电动机具有更高的效率，并且能够实现小型化和轻量化。本机搭载了4台FMT101型电动机，每台1小时额定输出功率为80千瓦，最大额定输出功率为125千瓦，从而使整车在1小时额定输出功率下达到320千瓦，最大额定输出功率达到500千瓦，最大牵引力可达20吨。电动机所使用的永磁体为最大能量积达41MGOe级别的钕铁硼系磁体，并通过全封闭结构设计使其具备耐高温性能。此外，通过采用反“八”字形磁极布置和磁通屏障的设计，优化了磁阻扭矩的利用效率。
压缩空气供应模块配备了一款无润滑油需求的空气压缩机，试制车型采用VV180-T型（Knorr-Bremse制造），量产车型采用FMH3110-FC1800型（两种型号的排气量均为1,750升/分钟）。辅助电源装置搭载了一台容量为55kVA的电压型PWM整流器，用于为辅助电路或辅助设备供电。

### 模块化设计
如前所述，由于采用了将设备按功能集成为单元的模块化设计，因此可以独立地对每个模块进行性能改进:2：
- 如果铁路车辆用燃料电池实现实用化，则可以通过将发电模块替换为燃料电池堆栈及控制装置，在不改变其他车体装备的情况下实现零排放（日语：ゼロエミッション）。
- 蓄电模块中预留了可比现行锂离子电池（40-70kWh）增加约70%容量的空间。此外，也确保了可以搭载大型镍氢电池的空间和电气接口。通过组合安装在发电模块中的发动机与安装在蓄电模块中的电池容量，从中小货物车站用的调机到干线用机车，或是在环境法规严格的都市区货物车站使用的全电池型调车机车都可实现。

### 转向架

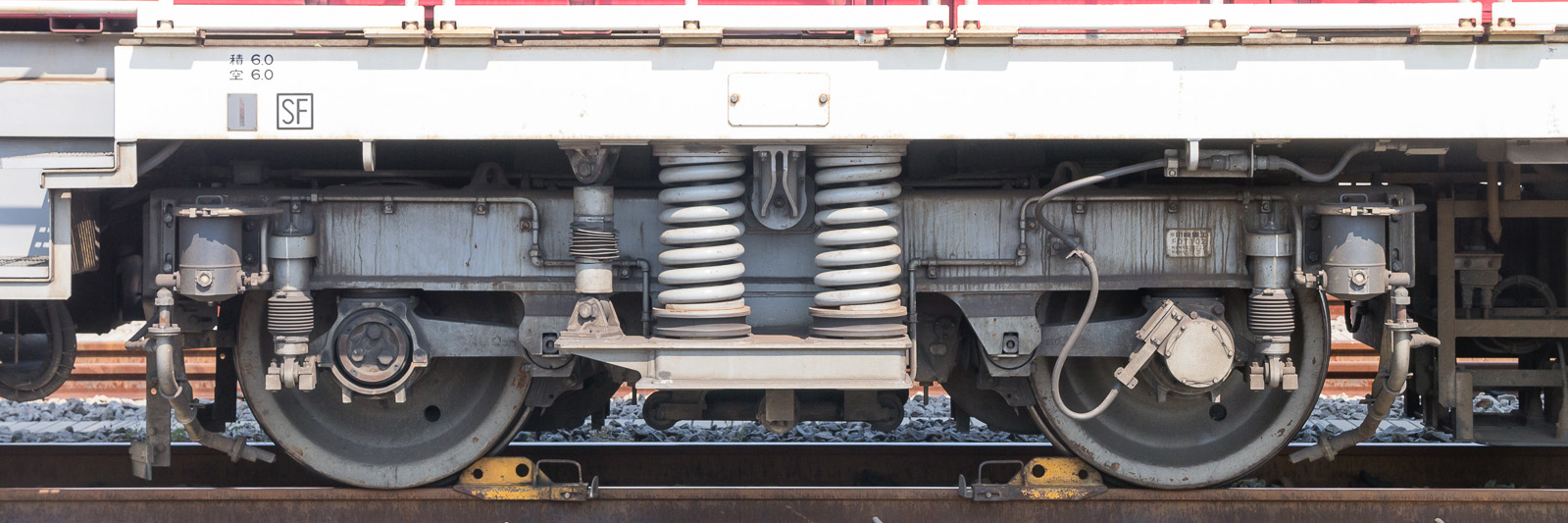
FDT102型轴梁式无枕梁转向架

转向架采用了使用螺旋弹簧作为枕簧的无心盘FDT102型，1位侧为FDT102，2位侧为FDT102A。轴箱支持装置采用了轴梁式设计，而从电机向轮轴传递动力（将电机安装在台车上）的方式则采用了单级齿轮减速的轴悬式驱动方式。牵引力传递方式为低心盘Z链接式。基础制动采用了单侧压紧式的踏面制动单元制动器。

### 其他结构
在混合动力系统以外的新结构方面，该车配备了新开发的驾驶员异常时列车停车装置。此外，还加大了前后踏板的尺寸，并采用了大型的前后及侧面扶手，以提高驾驶员和场内作业人员的操作便利性。同时，为消除调车作业时驾驶台的死角，在扶手上安装了摄像头（仅901号机）。前部标识灯为方形，每侧扶手上各装有两盏，连接器正上方还设有用于夜间作业的连接器灯（LED灯）。

## 现况与动向

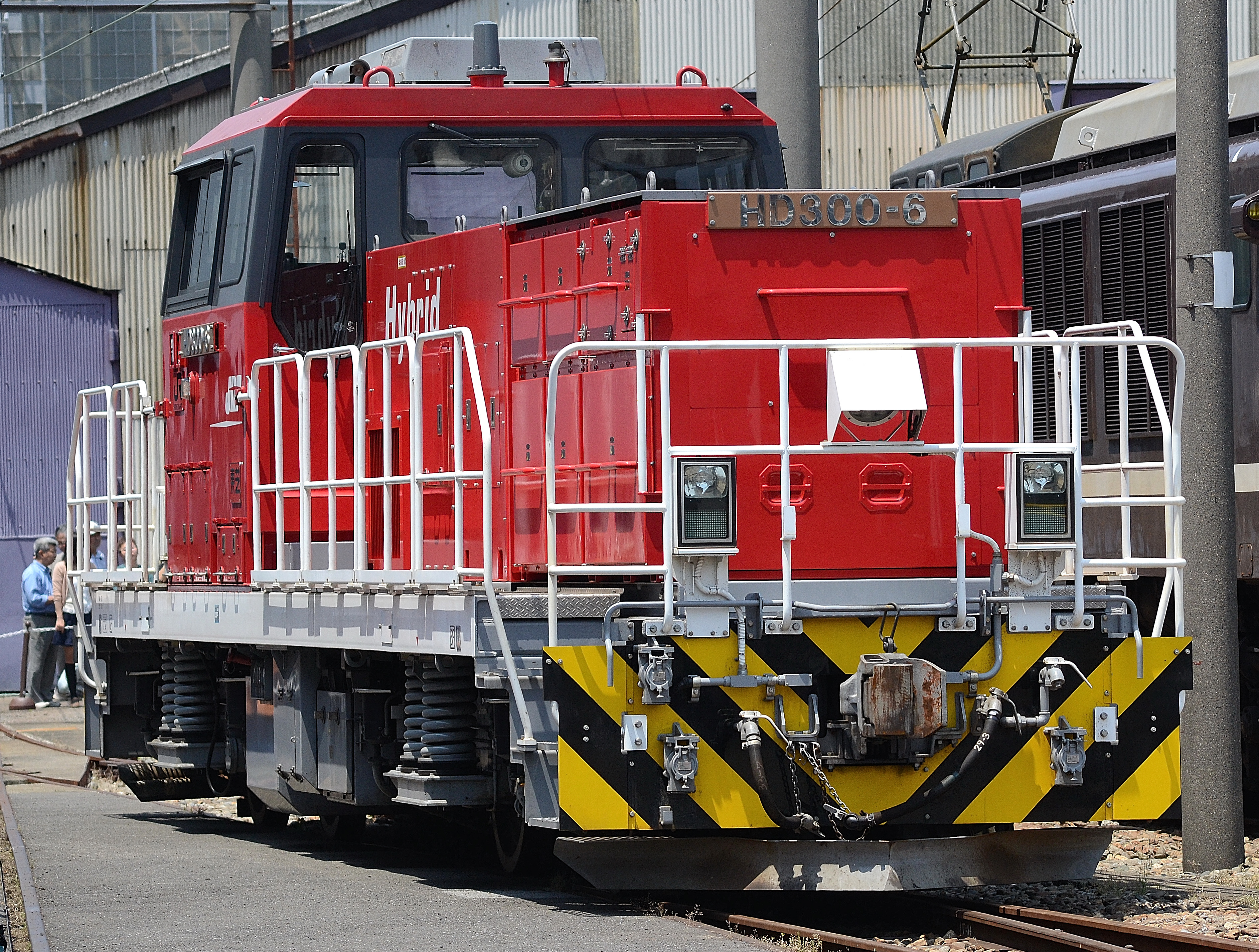
大宫综合车辆中心展示的量产车6号机车（2014年5月24日）

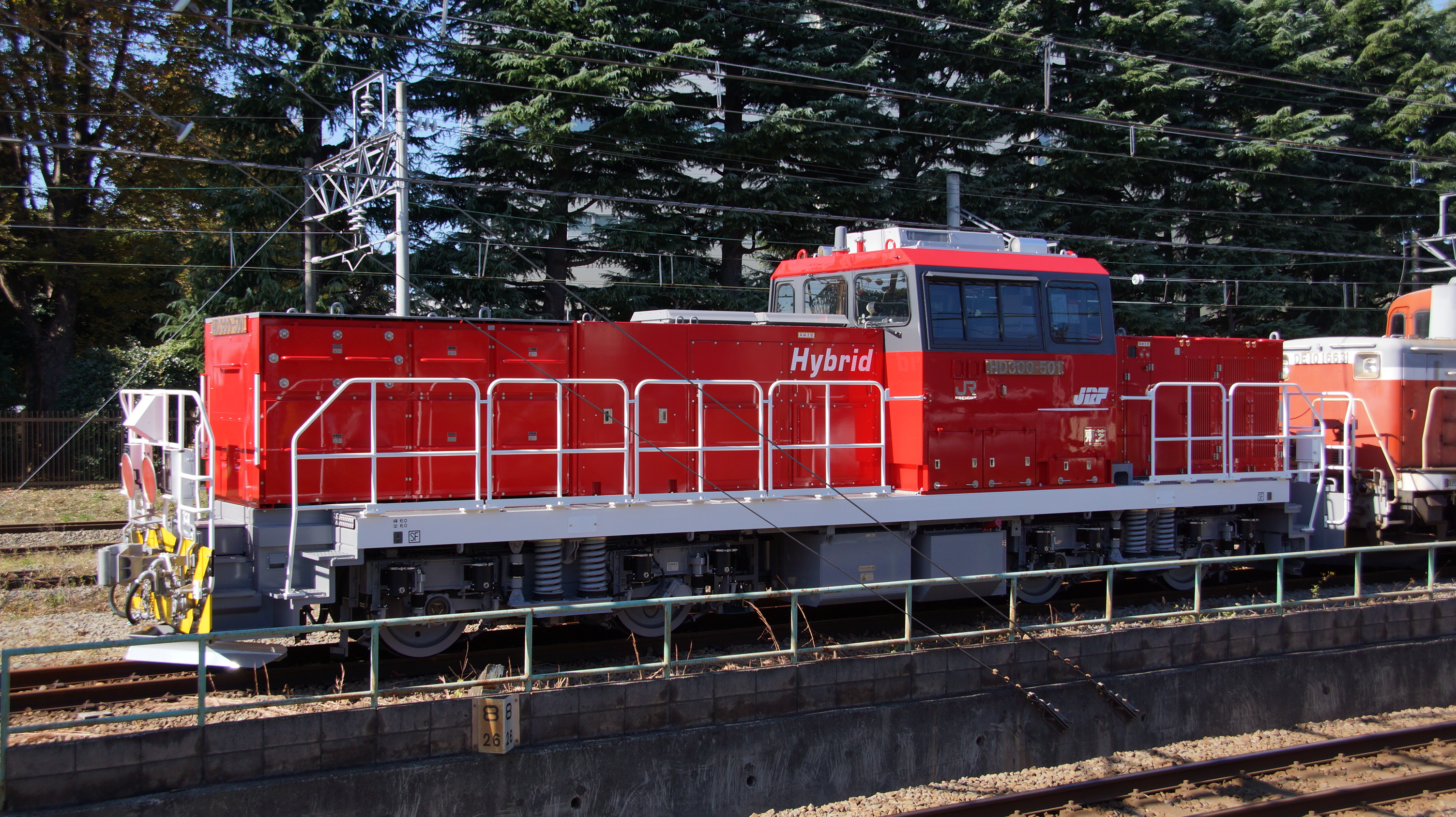
正在无火回送的501号机车（2014年11月9日、北府中站）

自2020年1月25日，35辆HD300（901号试验车、1-34号量产车）配属新鹤见机务段和冈山机务段，在东北本线、高崎线、东海道本线、山阳本线、鹿儿岛本线、大阪环状线、阪和线沿线的20余个货运站投入使用。3辆HD300-500番台（501、502、503号机）配属苗穂车辆所，在札幌貨運站投用。由于这些机车是站内专用调机，无法在干线上单机运行，当其需要检查时，需要无火回送到指定区域。

### 试验车
2010年3月，试验车HD300-901在东芝府中事业所完工，并于3月25日公开。2011年1月下旬，试验车在札幌货运站站内进行了寒冷地区试验。此后，还在北海道内的其他地区、東京貨運站、南松本站等地进行了试运行，以在各种条件下确认车辆性能。作为试验车的901号机自2011年7月11日起开始在东京货运站作为调车机投入使用。

### 量产车
2012年1月，量产型1号机HD300-1在东芝府中事业所完工，并通过甲种运输方式运抵，自2012年2月8日起开始在东京货运站内使用。
在量产机中，为防止前踏板被积雪掩埋，前排障器的宽度进行了加宽，并施加了警戒色；前照灯和尾灯被整合到一个整体式外壳中。前踏板尺寸缩小，并在照亮踏板脚部的照明上增加了盖子。前扶手从弓形改为直线形，连接器灯从可调节角度的设计改为固定式并增加了盖子。用于无火回送的跨接电缆不再采用常设方式，而是改为可拆卸式。1端侧第2个蓄电池模块的通风口被取消。
驾驶室方面，在下部新增了检修口，因此区域、运用标识牌及制造铭牌的位置也进行了调整。为了提高调车信号的可视性，驾驶室出入口门的窗户扩大，侧面窗也进行了加大处理。侧面窗上部新增了排水槽。驾驶室地板高度降低了20毫米，同时室内开关布局也进行了调整。转向架型号方面，1位侧为FDT102B型，2位侧为FDT102C型。
2012年之后，虽然JR货物计划逐步替换老化的DE10型机车，但由于新造成本与干线电力机车相当昂贵，初期投资较大，因此本车型将优先配置于调车作业密度较高的货运车站；而对于调车作业密度较低的货运车站，则计划通过增设电化线路，改由电力机车进行调车作业。

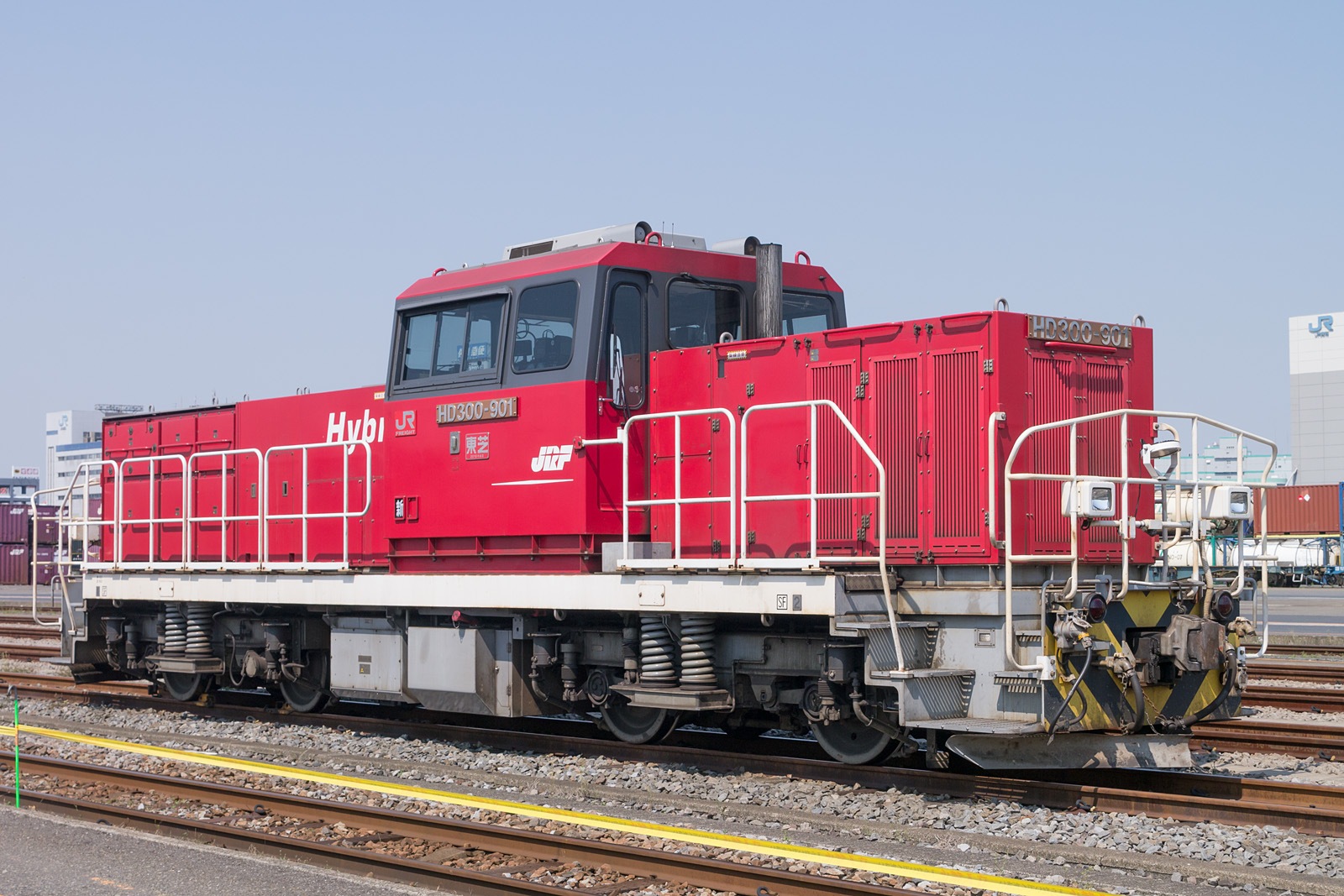
试验车901号机（东京货运站 2013年5月5日）
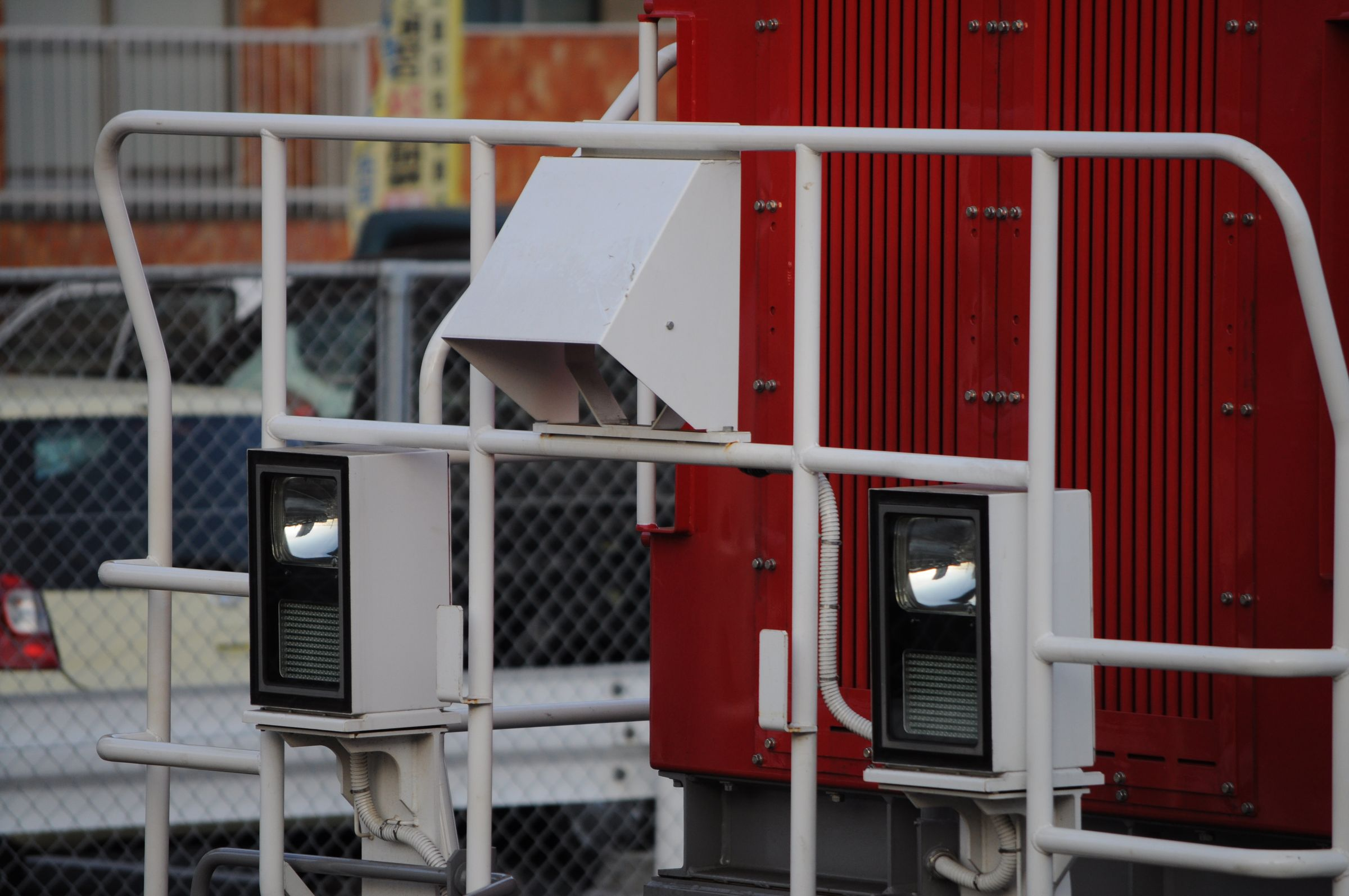
量产车HD300-8的灯箱。前照灯与后部标识灯垂直排列，并配有连接器灯罩。（2014年1月17日 八王子站）
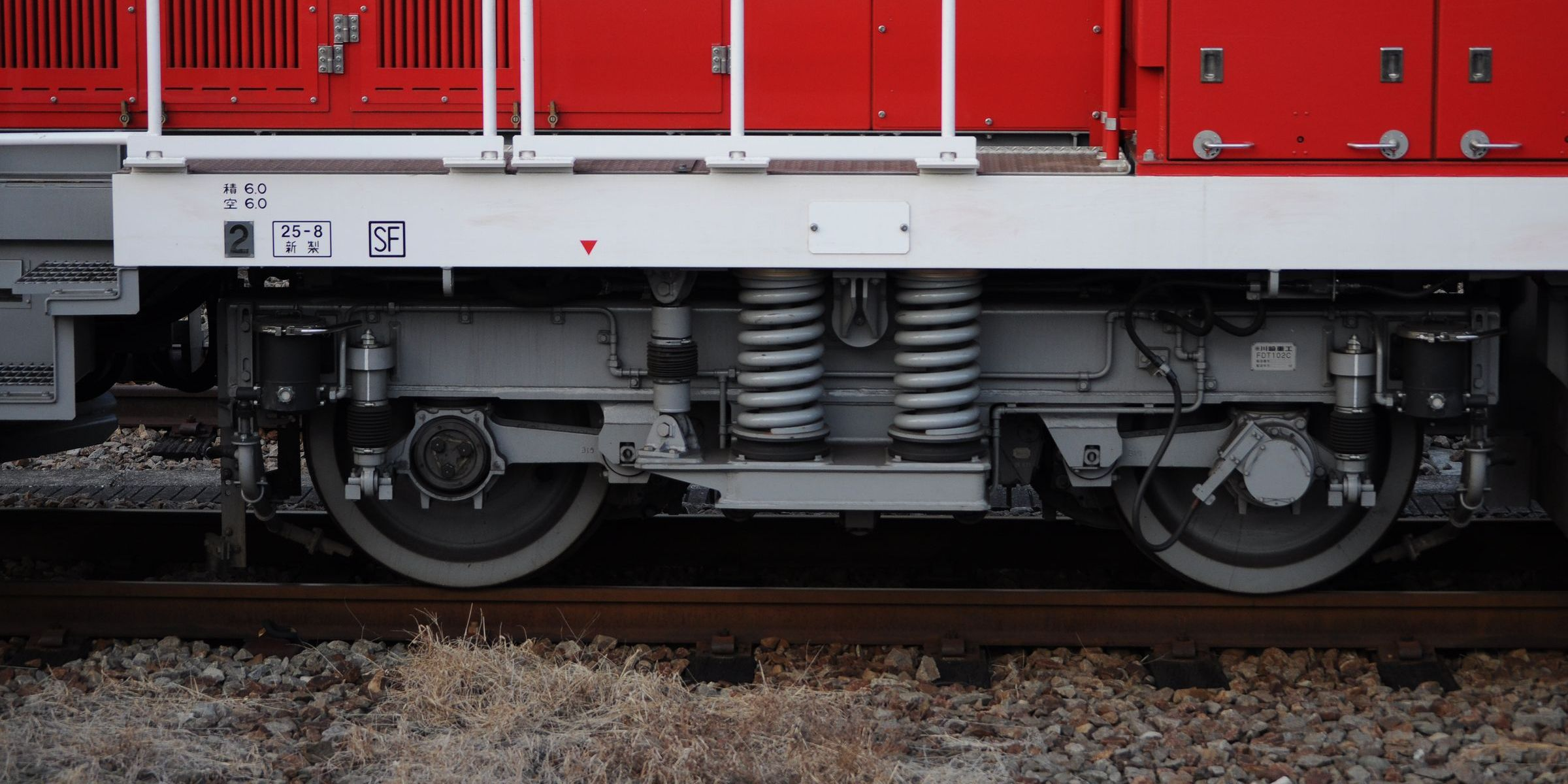
量产车HD300-8车的FDT102C转向架。（2014年1月17日 八王子站）

### 500番台
2014年，寒冷地区适用的500番台车型登场。2014年11月，以甲种运输方式运送的501号机为首，共有3辆HD300（501-503号机）配属苗穗车辆所，并在札幌货运站投入使用。
该车型的蓄电池容量有所调整，转向架型号方面，1位侧为FDT102D型，2位侧为FDT102E型。作为降雪时作业人员防寒措施的一部分，在冬季时可在驾驶室前部安装可拆卸的挡风板。此外，为了弥补调车作业时因降雪导致的制动力和粘着力下降，转向架上配备了16个撒砂装置。相较于温暖地区适用的0番台车型的8个撒砂装置，增加了一倍以增强效果。